# Marjet Huiberts
Marjet Huiberts (Sassenheim, 17 april 1960) is een Nederlands schrijfster en tekstdichter.

## Biografie
Huiberts werd geboren in Sassenheim en groeide op in Oegstgeest in een groot gezin van negen kinderen. Ze ging naar het Atheneum B in Leiden en bezocht daarna de Academie voor Theater en Dans in Amsterdam waar ze in 1984 afstudeerde.
Huiberts was na haar studie elf jaar lang werkzaam in het onderwijs. Ze gaf les op een school voor slechthorende leerlingen en leerlingen met spraak- en taalmoeilijkheden. Ook werkte ze als dansconsulent bij het "Steunpunt voor Kunstzinnige Vorming". Daarnaast studeerde zij orthopedagogiek, volgde zang- en pianolessen en bezocht de schrijversvakschool in Amsterdam.

### Carrière
Huiberts won in 1998 een wedstrijd voor tekstdichters. Ze ging toen aan de slag als schrijfster en tekstdichter. Ze schreef liedjes voor onder andere Sesamstraat, Kinderen voor Kinderen en Frank Groothof. In 2005 debuteerde ze met haar boek Het zwanenmeer. Hierna volgden nog de boekenseries Ridder Florian en Aadje Piraatje die werd bekroond met de Zilveren Griffel. Hiernaast schrijft ze ook veel liedteksten voor theatervoorstellingen. In 2012 won ze de Willem Wilminkprijs met het lied Roodkapje. In 2016 werd haar boek We hebben er een geitje bij uitgeroepen tot het Prentenboek van het Jaar.

### Privé
Huiberts is getrouwd en heeft 2 kinderen.

## Prijzen
- 2006: Leespluim van de maand met Philip Hopman voor Ridder Florian
- 2010: Zilveren Griffel voor Aadje Piraatje
- 2011: Zilveren griffel voor Roodkapje was een toffe meid
- 2012: Willem Wilminkprijs voor Roodkapje
- 2013: Kiddo Leespluim voor Kimmie Cowboy
- 2019: Sardes-Leespluim voor Een olifant in de bus

## Bestseller 60
| Boeken met noteringen in de Nederlandse Bestseller 60 | Jaar van verschijnen | Datum van binnenkomst | Hoogste positie | Aantal weken | Opmerkingen                       |
| ----------------------------------------------------- | -------------------- | --------------------- | --------------- | ------------ | --------------------------------- |
| Aadje Piraatje                                        | 2009                 | 13-10-2010            | 39              | 2            |                                   |
| Ridders, op uw plaatsen... start!                     | 2013                 | 25-09-2013            | 13              | 4            | in samenwerking met Sieb Posthuma |
| Aadje Piraatje viert feest                            | 2014                 | 03-09-2014            | 27              | 5            | in samenwerking met Sieb Posthuma |
| We hebben er een geitje bij! (mini editie)            | 2016                 | 13-01-2016            | 1(2wk)          | 7            | in samenwerking met Iris Deppe    |
| We hebben er een geitje bij! + vingerpopje            | 2015                 | 13-01-2016            | 9               | 5            | in samenwerking met Iris Deppe    |
| We hebben er een geitje bij!                          | 2014                 | 20-01-2016            | 34              | 4            | in samenwerking met Iris Deppe    |
| Ridder Florian en de grote griezels                   | 2017                 | 18-10-2017            | 37              | 1            | in samenwerking met Philip Hopman |